# Нечуя (герб)
Нечуя (пол. Nieczuja, Cielech, Cielechy, Cielepele, Czelepele, Ostrew, Ostrzew, Nieczyja, Necznia, Pień, Słup) — польский дворянский герб.

## Описание
В  красном поле срубленный пень с пятью сучьями: с правой стороны тремя, а с левой двумя. К этой фигуре Болеслав Кривоустый прибавил крест, который стоит на отрубе. Та же фигура и в нашлемнике между двумя орлиными крыльями. Этот герб перенесен из Богемии.

## Герб используют
Абудовичи (Abudowicz), Абуневичи (Abuniewicz), Ахрамовичи (Achramowicz), Адамчовские (Adamczowski), Арбанские (Arbanski, Arbanski de Arbanice), Бартлевичи (Bartlewicz), Бартосина (Bartosina), Баржицкие (Barzycki), Батоцкие (Batocki), Базары (Bazar), Бялковские (Bialkowski), Бичиско (Biczysko), Бранвицкие (Branwicki), Быстржеевские (Bystrzejoski, Bystrzejowski), Бышовские (Byszowski), Вербицкий (Werbitzky), Цебулька (Цыбулька, Cebulka, Cybulka), Хлопицкие (Chlopicki), Хустка (Chustka), Чеховские (Czechowski), Черневские (Czerniewski), Чивили (Czywil), Дембинские (Dembinski, Debinski), Дмитровичи (Dmitrowicz), Добржеховские (Dobrzechowski), Домашевские (Domaszewski), Димитр (Dymitr), Дзержко (Дзержек, Dzierszko, Dzierzek), Дзимитровичи (Dzimitrowicz), Фронцкие (Fracki, Francki), Фронцкевичи, Галичи (Galicz), Гембицкие (Gembicki, Gebicki), Гладыши (Gladysz), Голые (Goly), Грабёнек (Grabyonek), Грембарские (Grebarski), Грембошевские (Greboszewski, Greboszowski), Гржимултовские (Grzymultowski), Емельские (Jemielski), Юркевичи (Jurkiewicz), Капусцинские (Kapuscinski), Коховские (Kochowski), Коцецкие (Коценцкие, Kociecki), Коненские (Konienski), Красуские (Krasuski), Кржесинские (Krzesinski), Кржиницкие (Krzynicki), Кржинецкие (Krzyniecki), Курек (Kurek), графы и дворяне Куропатницкие (Kuropatnicki), Ласкавские (Laskawski), Лентовские (Letowski, Lentowski), Локницкие (Loknicki), Ломницкие (Lomnicki), Лосевские (Losiewski), Лукавские (Lukawski), Луковские (Lukowski), Махоцкие (Machocki), Марцинковские (Marcinkowski), Милашевские (Milaszewski), Миневские (Miniewski), Мневские (Mniowski), Модржевские (Modrzewski), Мрочек (Mroczek), Мурчи (Murcz), Нечуя (Nieczuia, Nieczuja), Неслуховские (Niesluchowski), Орлики (Orlik), Островские (Ostrowski), Остринские(Ostrzyński),Пенховские (Pechowski), Пелка (Pelka), Петрковские (Пиотрковские, Piotrkowski), Пиотровские (Петровские, Piotrowski), Праские (Praski), Пстровские (Pstrowski), Рошковские (Roszkowski), Садленские (Sadlenski), Садлевские (Sadlewski), Садзицкие (Sadzicki), Секуля (Sekula), Слянка (Slanka), Сляские (Slaski), Смоленские (Smolenski), Смолинские (Smolinski), Снешек (Snieszek), Старжеховские (Starzechowski), Шатровские, Шклянка (Szklanka), Шумято, Шуменские (Szumienski), Шумлянские (Szumlanski), Свидер (Swider), Тржебские (Trzebski), Улановские (Ulanowski), Урбанские (Urbanski), Ваповские (Wapowski), Вихорские (Wichorski), Велегурские (Wielogorski), Вержбицкие (Wierzbicki), Вильчопольские (Wilczopolski, Wilczopolski Pszczolka), Вильчовские (Wilczowski), Вильгоцкие, Вилькоцкие (Wilkocki), Витославские (Witoslawski), Влодек (Wlodek), Вшеборские (Wszeborski), Высоцкие (Wysocki), Заковичи (Zakowicz), Замецкие (Zamiecki), Збигневские (Zbigniewski), Згерские (Zgierski), Земецкие (Ziemecki), Зентецкие (Zientecki), Зужельницкие (Zuzelnicki), Жуковские (Zukowski).
Нечуя изм.Тржебские (Trzebski), Зентецкие (Zientecki).